# 我孫子市立久寺家中学校
我孫子市立久寺家中学校（あびこしりつ くじけちゅうがっこう）は、千葉県我孫子市にある公立中学校。2003年（平成15年）以降の我孫子駅周辺のマンション建設などで、今後の生徒数増加が見込まれる。
敷地のすぐ裏に柏市との境界線が通っている。

## 学区
- 小学校
  - 我孫子市立我孫子第一小学校[2]
  - 我孫子市立並木小学校[2]
  - 我孫子市立根戸小学校[2]

## 沿革
- 1976年（昭和51年）4月1日 - 我孫子中学校より分離、名称を我孫子市立久寺家中学校とする。
- 1976年（昭和51年）4月14日 - 校舎落成式挙行
- 1976年（昭和51年）10月18日 - 校章決定
- 1977年（昭和52年）1月24日 - 校歌発表会
- 1978年（昭和53年）3月7日 - 屋内運動場落成式挙行
- 1978年（昭和53年）7月20日 -屋外プール落成式挙行
- 1979年（昭和54年）3月31日 - 白山中学校新設に伴う学区変更により1・2年生一部分離。
- 1981年（昭和56年）3月27日 - 校舎東側延長に増築校舎落成
- 1983年（昭和58年）4月8日 - 学級増に伴いプレハブ校舎建設
- 1985年（昭和60年）11月9日 - 創立10周年記念式典挙行
- 1986年（昭和61年）3月25日 - 武道館落成
- 1990年（平成2年）10月10日 - 毎日カップ・全国スポーツテスト　最優秀校受賞
- 1991年（平成3年）2月13日 - 創立15周年記念航空写真撮影
- 1991年（平成3年）3月14日 - 平成2年英語技能検定　優秀団体賞受賞
- 1991年（平成3年）12月1日 - コンピュータ教室完成　40台設置
- 1995年（平成7年）11月10日 - 創立20周年記念式典挙行
- 1999年（平成11年）3月19日 - 給食調理室完成
- 1999年（平成11年）4月19日 - 学校給食開始
- 1999年（平成11年）9月1日 - 教育相談室完成
- 2002年（平成14年）5月23日 - 久寺家学習開始

## 歴代校長
- 1976年（昭和51年） - 初代 川本勝彦
- 1977年（昭和52年） - 第2代 本田通
- 1981年（昭和56年） - 第3代 秋山恒久
- 1983年（昭和58年） - 第4代 豊島豊
- 1985年（昭和60年） - 第5代 山本博
- 1990年（平成2年） - 第6代 佐藤美小王
- 1993年（平成5年） - 第7代 佐藤満
- 1995年（平成7年） - 第8代 平塚敦郎
- 2000年（平成12年） - 第9代 鈴木高士
- 2002年（平成14年） - 第10代 竹林幸夫
- 2005年（平成17年） - 第11代 大竹俊光
- 2009年（平成21年） - 第12代 伊原武

## 校訓
久寺家中学校創立以来の校訓とされている。
- 自学
- 礼節
- 鍛錬

## 学校目標
(1) 生きて働く学力を身につけた生徒
「基礎・基本の重視」「応用力」「体験的学習」
(2) 逞しい体力と忍耐力を身につけた生徒
「部活動」「家庭生活や地域社会との連携」
(3) 勤労を尊び、自ら奉仕、実践していく生徒
「清掃活動」「学級活動」「生徒会活動」「ボランティア活動」
(4)互いに磨き合い、成長する生徒
「学習」「学級活動」「生徒会活動」「部活動」「行事」
(5)情操豊かで品位のある生徒
「自然環境」「学習環境」「生活環境」「儀式」「行事」

## 行事
- 三年生を送る会
- 新入生歓迎会
- 合唱コンクール（2学期）
- 体育祭
- 文化学習発表会
- 生徒総会
生徒が全員参加する。

## 部活動
特設部
- 駅伝部
- 合唱部

文化部
- 吹奏楽部
- 美術部

運動部
- 野球部
- サッカー部
- テニス部（男・女）
- 陸上部
- ソフトボール部
- バスケットボール部（男・女）
- 女子バレー部
- 卓球部（男・女）
- 剣道部(男・女)

## 久寺家学習
- 剣道
- 茶道
- 華道
- 書道
- 琴
- 俳句
- 三味線
- 能
- 折り紙
- 空手(2018～)

上記の中から一つ選択。3年間通して修練を積み、基本的な部分を身につけるとともに、心を修養して卒業することを目的とする。なお、2007年から新たに「能」と「居合」が追加され、「剣道」は無くなった。（その後居合が無くなり「剣道」も復活した）
- 講師 - 保護者・地域住民（経験者）。
- 教師 - 生徒たちと共に3年間の修養。

## 出身者
- 遠藤大志 - サッカー指導者
- 山口ミルコ - 作家／編集者